# Distretto di Karluway 1
Il distretto di Karluway 1 è un distretto della Liberia facente parte della contea di Maryland.